# Ребель, Ганс
Ганс Ребель (2 сентября 1861, Хитцинг — 19 мая 1940, Вена) — австрийский энтомолог. Музейный работник.

## Биография
В 1881—1885 годах изучал право в Венском университете, в 1886 году получил докторскую степень. Работал адвокатом. С молодости интересовался естественной историей. C 15 лет занимался сбором и изучением минералов, а затем увлёкся чешуекрылыми, микролепидоптерами, в частности, булавоусыми бабочками. Всё своё свободное время посвятил их изучению.
Был основателем энтомологического отделения Ботанического и Зоологического общества в Вене. В 1897 году сменил А. Рогенгофера на должности хранителя коллекции чешуекрылых Венского естественно-исторического музея, которую он занимал с 1897 по 1932 год. В 1898 году стал приват-доцентом в Колледже сельскохозяйственных науки (ныне Университет природных ресурсов и наук о жизни Вены), в 1906 году получил звание доцента.
В 1921 году стал надворным советником. С 1923 года — директор Зоологического отдела Музея естественной истории. В 1925 году был назначен генеральным директором Венского естественно-исторического музея. С 1936 года — член-корреспондент Австрийской академии наук.
Ганс Ребель значительно расширил коллекцию музея и как путешественник, совершил много научных экспедиций по Австро-Венгрии и пять поездок на Балканы, побывал в Греции, на Крите, также работал над описанием коллекций других энтомологов, например, африканских бабочек, собранных Рудольфом Грауэром. Результаты своих исследований, изложил в публикациях «Die Lepidopterenfauna von Herkulesbad und Orsova» (1911, 1914, 1927), где описал 1234 новые вида бабочек (из которых 261 видов семейства Noctuidae). Ребеля также интересовали египетская фауна и бабочки эфиопского зоогеографического региона (Saturniidae, Parnassius patricius и т. д.).
Кроме сбора основных коллекций европейского энтомологического материала (Ребель был одним из первых энтомологов, занимавшихся сбором материала в Болгарии), он осуществил ряд поездок за пределы Европы, на Канарские острова, юг Аравии, острова Сокотра, в Центральную Африку, Сахару, африканские колонии Германии, Марокко, Египет, Судан, острова Самоа, Новую Землю, Мадейру, Азорские острова и т. д.
Автор более 300 публикаций о чешуекрылых. Принимал участие в создании каталога палеарктических бабочек Отто Штаудингера «Katalog der paläarctischen Lepidopteren» (1 издание в 1861 году, 2 издание в 1871 году, 3 издание, вместе с Ребелом, появилось после смерти Штаудингера в 1902 году), единственного в своём роде сочинения по полноте и богатству материалов, послуживших для его составления.
В течение своей жизни он описал ряд видов и подвидов насекомых и животных. Из наиболее значимых, это, например, Megaceraea Rebel (1840), Acompsia minorella (Rebel, 1899), Acalyptris minimella (Rebel, 1924) и Pyraloides spodia (Rebel, 1948).